# Youssef Aguerdoum
Youssef Aguerdoum, né le 12 mars 1990 à Casablanca, est un footballeur marocain évoluant au poste de défenseur central au Maghreb de Fes.

## Biographie
Il participe à la Coupe de la confédération en 2014 avec l'équipe du DH El Jadida.
Lors de la saison 2020-2021, il atteint les quarts de finales de la Coupe du Maroc, après une défaite contre le Moghreb de Tétouan (6-7 dans les séances de penaltys).